# An-32
An-32 (ros. Ан-32, kod NATO: Cline) – radziecki samolot transportowy zaprojektowany w biurze konstrukcyjnym Olega Antonowa. Zaprezentowany po raz pierwszy w 1976 roku, będący modyfikacją samolotu transportowego An-26.
Samolot może zabrać 52 osoby lub 30 spadochroniarzy bądź 24 rannych na noszach albo ładunek o masie 6000 kg.